# 全国テキに歌ァ!
『全国テキに歌ァ!』（ぜんこくテキにうたァ!）は、1971年4月7日から同年6月30日まで日本テレビ系列局で放送されていた日本テレビ製作の歌謡バラエティ番組である。全7回。放送時間は毎週水曜 19:00 - 19:30 （日本標準時）。

## 概要
前番組『スターへばく進!!』でデビューしたザ・シュークリームと、日曜18:00枠の『プラチナゴールデンショー』でデビューしたハイ・スパンキーをアシスタントに起用した番組。司会は放送作家のはかま満緒が務めていた。
番組は3か月で終了。加えてプロ野球ナイター中継の影響でたびたび休止していたため、わずか7回しか放送されなかった。

## サブタイトル
| 回 | 放送日  | サブタイトル                 |
| -- | ------- | ---------------------------- |
| 1  | 4月7日  | 花嫁修業大会                 |
| 2  | 4月14日 | 壮絶！ジャンボ娘             |
| 3  | 4月28日 | 全日本水曜選手権             |
| 4  | 5月19日 | 噂のカップル愛のストライク！ |
| 5  | 5月26日 | 壮絶！ガター荒らし           |
| 6  | 6月16日 | 馬姫と花嫁仮面               |
| 7  | 6月30日 | これがスターのハネムーンだ！ |

参考：『下野新聞縮刷版』下野新聞社、1971年4月7日 - 6月30日付のラジオ・テレビ欄。

## 参考資料
- 読売新聞縮刷版[どれ?]

| 日本テレビ系列 水曜19:00枠                                        | 日本テレビ系列 水曜19:00枠                       | 日本テレビ系列 水曜19:00枠                      |
| 前番組                                                            | 番組名                                           | 次番組                                          |
| ----------------------------------------------------------------- | ------------------------------------------------ | ----------------------------------------------- |
| スターへばく進!! （1971年1月20日 - 1971年3月31日） ※19:00 - 19:56 | 全国テキに歌ァ! （1971年4月7日 - 1971年6月30日） | 奇想天外歌合戦 （1971年7月7日 - 1972年6月28日） |